# Derby Krakowa w piłce nożnej
Derby Krakowa (znane też jako Święta Wojna albo Wielkie Derby Krakowa) – derby piłkarskie rozgrywane pomiędzy Cracovią a Wisłą Kraków. Są to jedne z najważniejszych derbów w polskiej piłce nożnej, jedne z najstarszych (obok wielkich derbów Lwowa), a także są to najczęściej rozgrywane derby w Polsce. Zaliczane są także do najważniejszych derbów w Europie. Brytyjskie pismo Daily Mail w 2009 umieściło derby Krakowa na 13. miejscu swej listy największych derbów świata.

## Kluby
Cracovia i Wisła Kraków to najstarsze wciąż istniejące kluby piłkarskie w Polsce. To także jedne z najstarszych polskich klubów obok lwowskich zespołów Lechii, Czarnych i Pogoni oraz Pogoni Stryj.
| Porównanie klubów                                        | Porównanie klubów                                                       | Porównanie klubów                                  |
| -------------------------------------------------------- | ----------------------------------------------------------------------- | -------------------------------------------------- |
| Cracovia                                                 |                                                                         | Wisła Kraków                                       |
| 13 czerwca 1906                                          | Data założenia                                                          | wrzesień 1906                                      |
| 1 (w tym pierwsze mistrzostwo – 1913)                    | Mistrzostwa Galicji                                                     | 0                                                  |
| 5 (w tym pierwsze mistrzostwo – 1921)                    | Mistrzostwa Polski                                                      | 13 (w tym pierwsze ligowe mistrzostwo – 1927)      |
| 1                                                        | Puchary Polski                                                          | 5 (w tym pierwszy Puchar Polski – 1926)            |
| 1                                                        | Superpuchary Polski                                                     | 1                                                  |
| 46                                                       | Liczba sezonów w Ekstraklasie                                           | 82                                                 |
| 6                                                        | Liczba sezonów w finałach nieligowych mistrzostw Polski                 | 4                                                  |
| 2                                                        | Liczba sezonów w mistrzostwach Galicji                                  | 2                                                  |
| 11.                                                      | Miejsce w tabeli wszech czasów Ekstraklasy                              | 2.                                                 |
| 21 sierpnia 1921                                         | Debiut w rozgrywkach o mistrzostwo Polski                               | 12 sierpnia 1923                                   |
| 25 marca 1928                                            | Debiut w Ekstraklasie                                                   | 3 kwietnia 1927                                    |
| 2                                                        | królowie strzelców Ekstraklasy                                          | 20                                                 |
| 6                                                        | Liczba sezonów w klasie A przed utworzeniem Ligi (na 6 zorganizowanych) | 6                                                  |
| Ekstraklasa                                              | Obecny poziom ligowy (2025/2026)                                        | I liga                                             |
| Stadion Cracovii im. J. Piłsudskiego (Pojemność: 15 114) | Stadion                                                                 | Stadion Miejski im. H. Reymana (Pojemność: 33 326) |
| T                                                        | Współzałożyciel PZPN                                                    | T                                                  |
| N                                                        | Współzałożyciel Ekstraklasy                                             | T                                                  |

## Historia

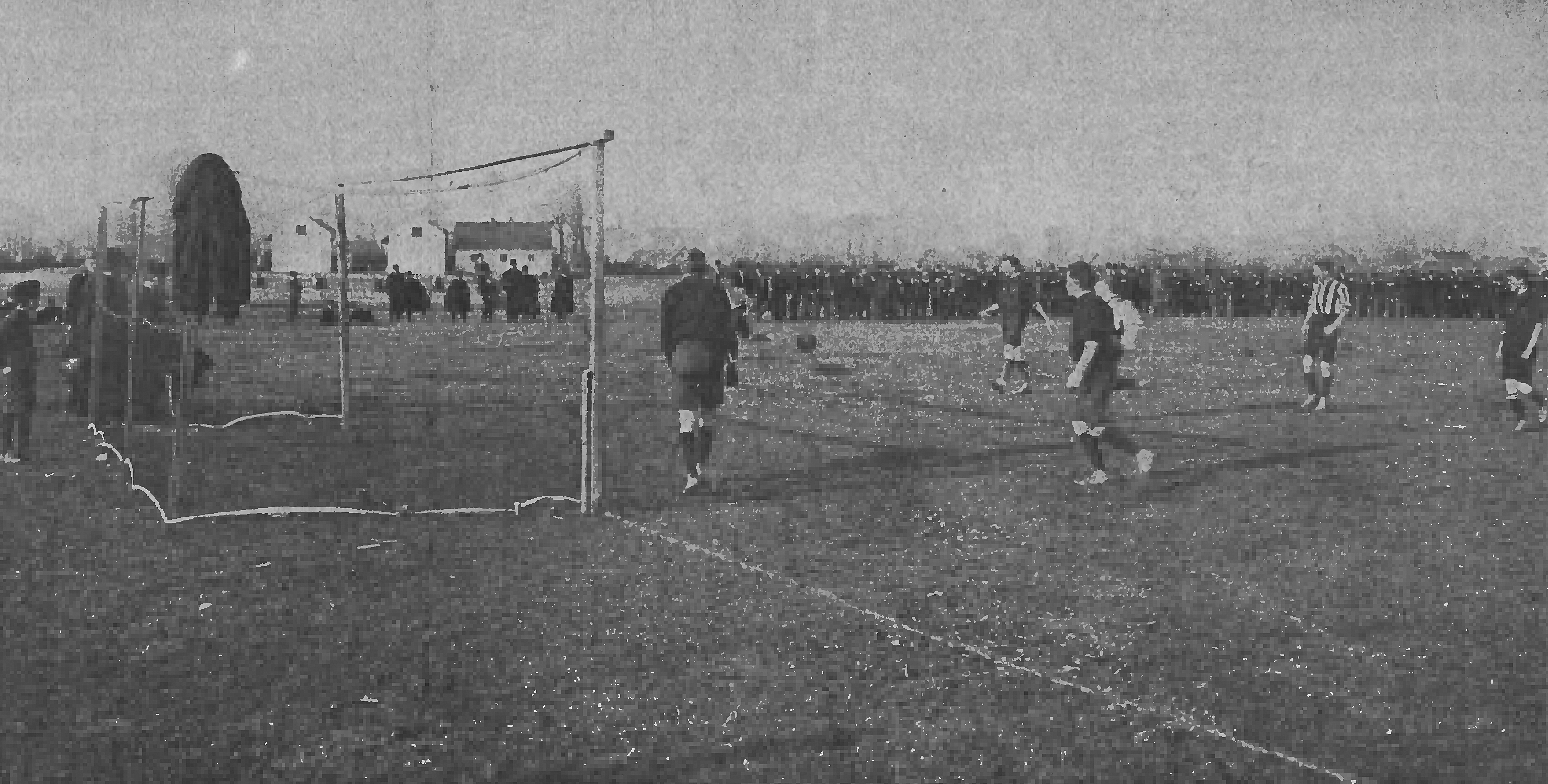
Mecz towarzyski Cracovii i Wisły 18 kwietnia 1909

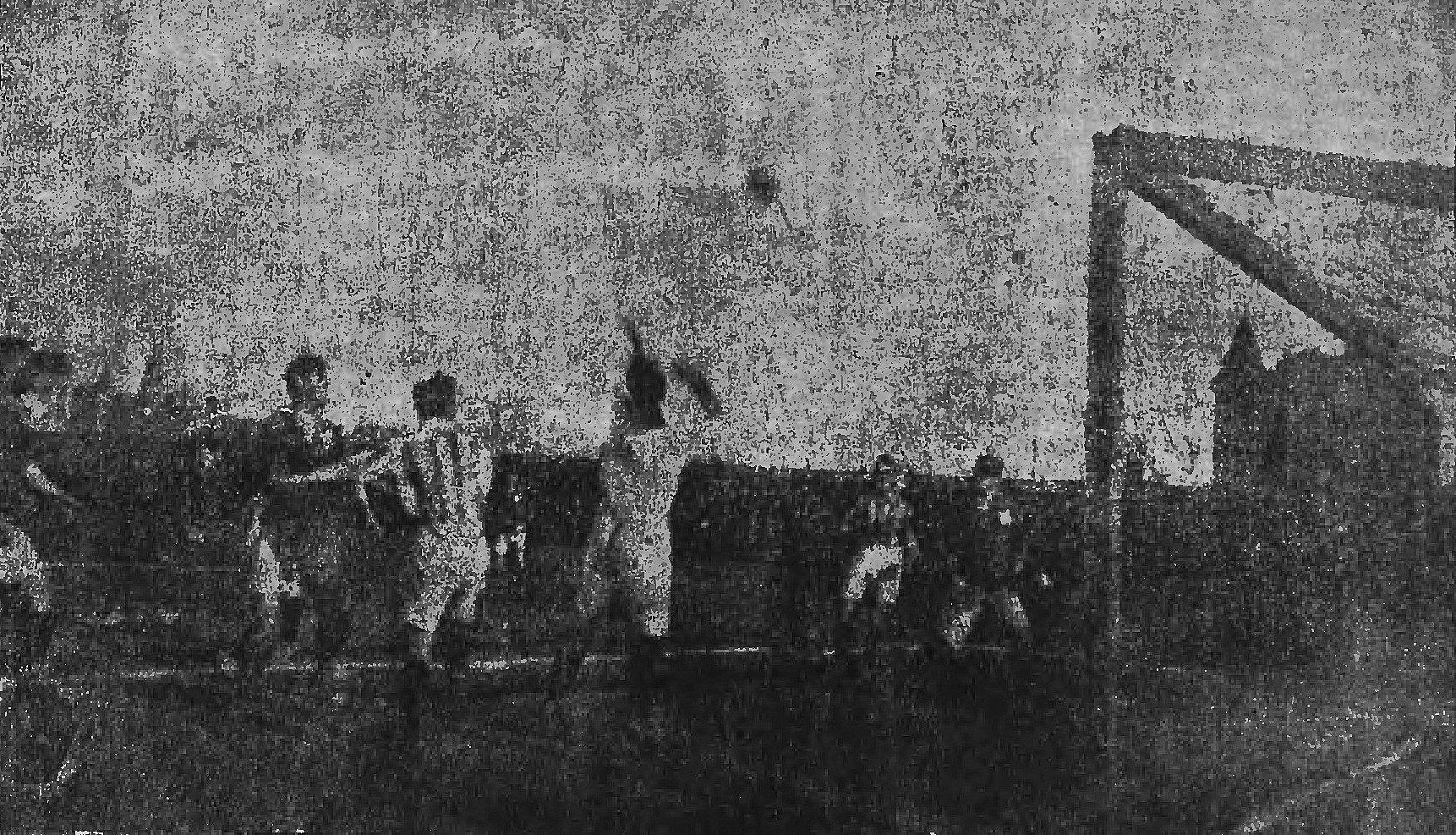
Mecz Wisła – Cracovia w kwietniu 1921

Pierwsze odnotowane w prasie Derby Krakowa rozegrano dnia 20 września 1908 roku i zakończyły się one remisem 1:1. Prawdopodobnie grano już wcześniej, lecz daty i wyniki nie zachowały się. Dnia 8 maja 1913 roku na własnym stadionie Cracovia pokonała Wisłę Kraków 2:1, a mecz ten to historyczne pierwsze spotkanie polskich drużyn w oficjalnych rozgrywkach mistrzowskich w ramach struktur FIFA – Mistrzostwach Galicji.
Najsłynniejszy pojedynek obu klubów odbył się w sezonie 1948. W pierwszych po II wojnie światowej rozgrywkach I ligi oba kluby miały identyczna liczbę punktów i o mistrzostwie Polski decydował dodatkowy mecz na neutralnym stadionie. 5 grudnia 1948 na stadionie Garbarni Kraków Cracovia pokonała Wisłę 3:1 i to ona została mistrzem.
Trzykrotnie w Świętej Wojnie orzeczono walkower. Za każdym razem ukarana została Wisła. Po raz pierwszy stało się tak w roku 1913, podczas meczu decydującego o mistrzostwie Galicji dla jednej z tych drużyn (w drużynie Białej Gwiazdy pod fałszywymi nazwiskami wystąpili nieuprawnieni gracze), wówczas walkower wynosił 5:0. W 1933 w meczu ekstraklasy i ponownie w 1943 w meczu okupacyjnych mistrzostw Krakowa wiślacy zeszli z boiska nie zgadzając się z decyzjami sędziego co przerwało mecz i spowodowało walkower dla Pasów.

## „Święta Wojna”
Określenie „Święta Wojna” jest autorstwa obrońcy Cracovii Ludwika Gintela, który przed jednym z meczów z Wisłą miał powiedzieć do kolegów w szatni No to chodźmy panowie na tę świętą wojnę. Wcześniej wyrażenia tego używano na określenie derbów między dwoma żydowskimi klubami z Krakowa Makkabi i Jutrzenką, której Gintel był wychowankiem. „Święta Wojna” to także tytuł opiewającej derby Krakowa piosenki kapeli Andrusy.

## Bilans pojedynków Cracovia – Wisła
Stan na 5 maja 2022 r.

### Spotkania ogółem
|       | mecze | zwycięstwa Cracovii | remisy | zwycięstwa Wisły | bramki  | najwyższa wygrana Cracovii | najwyższa wygrana Wisły |
| ----- | ----- | ------------------- | ------ | ---------------- | ------- | -------------------------- | ----------------------- |
| razem | 203   | 64                  | 48     | 91               | 248–324 | 5:0                        | 1:7                     |

### Mecze w oficjalnych rozgrywkach
|       | mecze | zwycięstwa Cracovii | remisy | zwycięstwa Wisły | bramki  | najwyższa wygrana Cracovii | najwyższa wygrana Wisły |
| ----- | ----- | ------------------- | ------ | ---------------- | ------- | -------------------------- | ----------------------- |
| razem | 110   | 37                  | 29     | 44               | 132–160 | 5:0                        | 0:5                     |

### Mecze w poszczególnych rozrywkach
| rozgrywki                      | mecze | zwycięstwa Cracovii | remisy | zwycięstwa Wisły | bramki  |
| ------------------------------ | ----- | ------------------- | ------ | ---------------- | ------- |
| ekstraklasa                    | 84    | 23                  | 25     | 36               | 85:126  |
| druga liga                     | 4     | 2                   | 0      | 2                | 3:6     |
| Mistrzostwa Galicji            | 3     | 3                   | 0      | 0                | 10:2    |
| klasa A                        | 15    | 9                   | 2      | 4                | 31:19   |
| razem mecze ligowe             | 106   | 37                  | 27     | 42               | 129:153 |
| Puchar Polski                  | 2     | 0                   | 1      | 1                | 3:5     |
| Puchar Ekstraklasy             | 2     | 0                   | 1      | 1                | 0:2     |
| razem mecze pucharowe          | 4     | 0                   | 2      | 2                | 3:7     |
| okupacyjne mistrzostwa Krakowa | 5     | 1                   | 1      | 3                | 7:14    |
| o puchar KOZPN                 | 1     | 1                   | 0      | 0                | 2:0     |
| o puchar KS "Łagiewianka"      | 1     | 0                   | 0      | 1                | 1:3     |
| o puchar SDKKFiT "Zwierzyniec" | 1     | 0                   | 1      | 0                | 0:0     |
| o puchar Związku Strzeleckiego | 1     | 1                   | 0      | 0                | 1:0     |
| turniej błyskawiczny           | 1     | 1                   | 0      | 0                | 2:0     |
| turniej w Zakopanem            | 1     | 1                   | 0      | 0                | 4:2     |
| turniej w Zielone Święta       | 1     | 0                   | 1      | 0                | 1:1     |
| razem mecze turniejowe         | 12    | 5                   | 3      | 4                | 18:20   |
| Herbowa Tarcza Krakowa         | 16    | 3                   | 3      | 10               | 16:31   |
| o puchar Prezydenta M.Krakowa  | 1     | 1                   | 0      | 0                | 1:0     |
| o Puchar Rektora UJ            | 1     | 0                   | 0      | 1                | 0:2     |
| inne towarzyskie               | 63    | 18                  | 13     | 32               | 81:111  |
| razem mecze towarzyskie        | 81    | 22                  | 16     | 43               | 98:144  |

## Miejsca pojedynków Cracovia – Wisła
Stan na 8 listopada 2021 r.
| stadion                               | mecze | zwycięstwa Cracovii | remisy | zwycięstwa Wisły | bramki  |
| ------------------------------------- | ----- | ------------------- | ------ | ---------------- | ------- |
| Kraków, Błonia                        | 4     | 1                   | 1      | 2                | 3:4     |
| Kraków, boczne boisko Wisły           | 2     | 0                   | 0      | 2                | 1:4     |
| Kraków, boisko starego stadionu Wisły | 1     | 0                   | 0      | 1                | 0:2     |
| Kraków, stadion Cracovii              | 93    | 35                  | 27     | 31               | 132:117 |
| Kraków, stadion Hutnika               | 1     | 0                   | 1      | 0                | 1:1     |
| Kraków, stadion Jutrzenki             | 1     | 0                   | 1      | 0                | 1:1     |
| Kraków, stadion Juvenii               | 6     | 1                   | 2      | 3                | 7:15    |
| Kraków, stadion Makkabi               | 1     | 0                   | 1      | 0                | 1:1     |
| Kraków, stadion Wawelu                | 2     | 0                   | 0      | 2                | 1:6     |
| Kraków, stadion Wisły                 | 43    | 10                  | 6      | 27               | 32:74   |
| Kraków, stadion zlotowy na Błoniach   | 1     | 1                   | 0      | 0                | 1:0     |
| Kraków, stary stadion Garbarni        | 7     | 4                   | 0      | 3                | 11:12   |
| Kraków, stary Stadion Miejski         | 1     | 0                   | 0      | 1                | 1:2     |
| Kraków, stary stadion Wisły           | 31    | 8                   | 6      | 17               | 39:71   |
| Kraków, tor wyścigów konnych          | 2     | 1                   | 1      | 0                | 4:2     |
| Łagiewniki, boisko Łagiewianki        | 1     | 0                   | 0      | 1                | 1:3     |
| Sosnowiec, Stadion Ludowy             | 1     | 1                   | 0      | 0                | 1:0     |
| Zakopane                              | 1     | 1                   | 0      | 0                | 4:2     |
| b.d.                                  | 4     | 1                   | 2      | 1                | 6:7     |

### zestawienie zbiorcze
| stadion                 | mecze | zwycięstwa Cracovii | remisy | zwycięstwa Wisły | bramki  |
| ----------------------- | ----- | ------------------- | ------ | ---------------- | ------- |
| stadion Cracovii        | 93    | 35                  | 27     | 31               | 132:117 |
| stadiony i boiska Wisły | 77    | 18                  | 12     | 47               | 73:151  |
| inne obiekty            | 29    | 10                  | 7      | 12               | 37:49   |
| b.d                     | 4     | 1                   | 2      | 1                | 6:7     |

## Lista pojedynków Cracovia – Wisła
Legenda:
- rozgrywki oficjalne
  - 1L – ekstraklasa
  - 2L – drugi poziom ligowy
  - kA – klasa A
  - MG – Mistrzostwa Galicji
  - PL – puchar ligi
  - PP – Puchar Polski
- rozgrywki nieoficjalne
  - turnieje z udziałem innych drużyn
    - oMK – okupacyjne mistrzostwa Krakowa
    - pK  – o puchar Krakowskiego Okręgowego Związku Piłki Nożnej
    - pŁ – o puchar KS "Łagiewianka"
    - pZ – o puchar Społecznego Dzielnicowego Komitetu Kultury Fizycznej i Turystyki "Zwierzyniec"
    - pZS – o puchar Związku Strzeleckiego
    - tb – turniej błyskawiczny
    - tZ – turniej w Zakopanem
    - tZŚ – turniej w Zielone Święta

  - pojedynki z udziałem tylko Cracovii i Wisły
    - HTK – Herbowa Tarcza Krakowa
    - pPMK – o puchar Prezydenta Miasta Krakowa
    - pRUJ – o puchar Rektora Uniwersytetu Jagiellońskiego
    - tow – mecz towarzyski

| L.P. | kat. | data       | wynik C:W | miejsce                               | strzelcy bramek C-W                                                                  |
| ---- | ---- | ---------- | --------- | ------------------------------------- | ------------------------------------------------------------------------------------ |
| 1    | tow  | 1908-09-20 | 1:1       | Kraków, Błonia                        |                                                                                      |
| 2    | tow  | 1908-10-18 | 3:1       | Kraków, tor wyścigowy                 |                                                                                      |
| 3    | tow  | 1908-11-08 | 2:2       | b.d.                                  |                                                                                      |
| 4    | tow  | 1909-04-18 | 1:1       | Kraków, tor wyścigowy                 |                                                                                      |
| 5    | tow  | 1909-05-20 | 0:2       | Kraków, Błonia                        |                                                                                      |
| 6    | tow  | 1909-09-12 | 0:1       | Kraków, Błonia                        |                                                                                      |
| 7    | tow  | 1910-05-22 | 2:0       | Kraków, Błonia                        |                                                                                      |
| 8    | tow  | 1911-10-29 | 1:0       | Kraków, stadion zlotowy               |                                                                                      |
| 9    | tow  | 1912-11-03 | 4:2       | Kraków, stadion Cracovii              |                                                                                      |
| 10   | tow  | 1912-11-17 | 2:0       | Kraków, stadion Cracovii              |                                                                                      |
| 11   | MG   | 1913-05-08 | 2:1       | Kraków, stadion Cracovii              |                                                                                      |
| 12   | MG   | 1913-11-09 | 5:0       | Kraków, stadion Cracovii              |                                                                                      |
| 13   | MG   | 1914-06-14 | 3:1       | Kraków, stadion Cracovii              |                                                                                      |
| 14   | tow  | 1918-09-22 | 3:2       | Kraków, stadion Cracovii              |                                                                                      |
| 15   | tow  | 1918-11-10 | 0:1       | Kraków, stadion Cracovii              |                                                                                      |
| 16   | tow  | 1919-07-20 | 1:3       | Kraków, stadion Cracovii              |                                                                                      |
| 17   | tow  | 1919-09-28 | 1:0       | Kraków, stadion Cracovii              |                                                                                      |
| 18   | kA   | 1920-05-13 | 0:1       | Kraków, stadion Cracovii              |                                                                                      |
| 19   | kA   | 1920-06-27 | 4:1       | Kraków, stadion Cracovii              |                                                                                      |
| 20   | tow  | 1920-10-17 | 1:1       | Kraków, stadion Cracovii              |                                                                                      |
| 21   | kA   | 1921-04-10 | 3:0       | Kraków, stadion Cracovii              |                                                                                      |
| 22   | kA   | 1921-06-05 | 5:0       | Kraków, stadion Cracovii              |                                                                                      |
| 23   | tow  | 1921-10-09 | 1:1       | Kraków, stadion Cracovii              |                                                                                      |
| 24   | kA   | 1922-04-02 | 1:1       | Kraków, stadion Makkabi               |                                                                                      |
| 25   | kA   | 1922-06-25 | 2:1       | Kraków, stadion Cracovii              |                                                                                      |
| 26   | kA   | 1923-03-11 | 0:1       | Kraków, stary stadion Wisły           |                                                                                      |
| 27   | tow  | 1923-05-03 | 1:1       | Kraków, stadion Jutrzenki             |                                                                                      |
| 28   | kA   | 1923-05-27 | 4:2       | Kraków, stadion Cracovii              |                                                                                      |
| 29   | tow  | 1923-11-25 | 1:5       | Kraków, stadion Cracovii              |                                                                                      |
| 30   | tow  | 1924-05-11 | 0:2       | Kraków, stadion Cracovii              |                                                                                      |
| 31   | kA   | 1924-09-21 | 2:0       | Kraków, stadion Cracovii              |                                                                                      |
| 32   | kA   | 1924-10-12 | 2:4       | Kraków, stary stadion Wisły           |                                                                                      |
| 33   | tow  | 1925-05-03 | 5:5       | Kraków, stary stadion Wisły           |                                                                                      |
| 34   | kA   | 1926-03-21 | 2:1       | Kraków, stary stadion Wisły           |                                                                                      |
| 35   | kA   | 1926-06-20 | 3:2       | Kraków, stadion Cracovii              |                                                                                      |
| 36   | 1L   | 1928-06-03 | 2:1       | Kraków, stadion Cracovii              |                                                                                      |
| 37   | 1L   | 1928-09-09 | 1:5       | Kraków, stary stadion Wisły           |                                                                                      |
| 38   | tow  | 1929-05-12 | 1:1       | Kraków, stadion Cracovii              |                                                                                      |
| 39   | 1L   | 1929-06-09 | 3:1       | Kraków, stadion Cracovii              |                                                                                      |
| 40   | 1L   | 1929-09-22 | 1:5       | Kraków, stary stadion Wisły           |                                                                                      |
| 41   | 1L   | 1930-06-08 | 2:1       | Kraków, stary stadion Wisły           |                                                                                      |
| 42   | 1L   | 1930-10-05 | 0:1       | Kraków, stadion Cracovii              |                                                                                      |
| 43   | tow  | 1930-12-07 | 1:2       | Kraków, stary stadion Wisły           |                                                                                      |
| 44   | 1L   | 1931-05-17 | 1:4       | Kraków, stadion Cracovii              |                                                                                      |
| 45   | tow  | 1931-05-25 | 4:3       | Kraków, stary stadion Wisły           |                                                                                      |
| 46   | 1L   | 1931-09-06 | 2:1       | Kraków, stary stadion Wisły           |                                                                                      |
| 47   | tow  | 1931-11-15 | 2:4       | Kraków, stary stadion Wisły           |                                                                                      |
| 48   | tZ   | 1932-02-28 | 4:2       | Zakopane                              |                                                                                      |
| 49   | tow  | 1932-05-03 | 0:3       | Kraków, stadion Cracovii              |                                                                                      |
| 50   | 1L   | 1932-06-12 | 2:2       | Kraków, stary stadion Wisły           |                                                                                      |
| 51   | 1L   | 1932-09-04 | 3:0       | Kraków, stadion Cracovii              |                                                                                      |
| 52   | 1L   | 1933-05-03 | 1:1       | Kraków, stary stadion Wisły           |                                                                                      |
| 53   | 1L   | 1933-06-11 | 3:0       | Kraków, stadion Cracovii              |                                                                                      |
| 54   | pZS  | 1933-07-22 | 1:0       | Kraków, stadion Cracovii              |                                                                                      |
| 55   | 1L   | 1933-09-03 | 1:3       | Kraków, stadion Cracovii              |                                                                                      |
| 56   | 1L   | 1933-10-22 | 1:1       | Kraków, stary stadion Wisły           |                                                                                      |
| 57   | 1L   | 1934-06-10 | 2:1       | Kraków, stadion Cracovii              |                                                                                      |
| 58   | 1L   | 1934-11-04 | 0:5       | Kraków, stary stadion Wisły           |                                                                                      |
| 59   | 1L   | 1935-05-05 | 0:4       | Kraków, stary stadion Wisły           |                                                                                      |
| 60   | 1L   | 1935-09-08 | 5:0       | Kraków, stadion Cracovii              |                                                                                      |
| 61   | tow  | 1936-09-01 | 2:0       | Kraków, stadion Cracovii              |                                                                                      |
| 62   | tow  | 1936-11-08 | 2:3       | Kraków, stary stadion Wisły           |                                                                                      |
| 63   | 1L   | 1937-05-27 | 1:1       | Kraków, stary stadion Wisły           |                                                                                      |
| 64   | 1L   | 1937-09-01 | 1:0       | Kraków, stadion Cracovii              |                                                                                      |
| 65   | 1L   | 1938-05-01 | 2:2       | Kraków, stary stadion Wisły           |                                                                                      |
| 66   | 1L   | 1938-10-02 | 2:1       | Kraków, stadion Cracovii              |                                                                                      |
| 67   | 1L   | 1939-05-07 | 1:5       | Kraków, stary stadion Wisły           |                                                                                      |
| 68   | tow  | 1939-08-06 | 0:1       | Kraków, stary stadion Wisły           |                                                                                      |
| 69   | tow  | 1940-05-05 | 0:3       | Kraków, stadion Juvenii               |                                                                                      |
| 70   | oMK  | 1940-09-15 | 1:7       | Kraków, stadion Juvenii               |                                                                                      |
| 71   | tb   | 1940-10-21 | 2:0       | Kraków, stadion Juvenii               |                                                                                      |
| 72   | tZŚ  | 1941-06-02 | 1:1       | Kraków, stadion Juvenii               |                                                                                      |
| 73   | oMK  | 1941-08-30 | 1:1       | Kraków, stadion Juvenii               |                                                                                      |
| 74   | oMK  | 1941-10-19 | 2:3       | Kraków, stadion Juvenii               |                                                                                      |
| 75   | pŁ   | 1943-09-12 | 1:3       | Łagiewniki, boisko Łagiewianki        |                                                                                      |
| 76   | oMK  | 1943-10-17 | 3:0       | Kraków, stary stadion Garbarni        |                                                                                      |
| 77   | tow  | 1944-04-30 | 0:4       | Kraków, stary stadion Garbarni        |                                                                                      |
| 78   | oMK  | 1944-07-16 | 0:3       | Kraków, stary stadion Garbarni        |                                                                                      |
| 79   | tow  | 1945-01-28 | 0:2       | Kraków, stary stadion Wisły           |                                                                                      |
| 80   | tow  | 1945-07-15 | 2:1       | Kraków, stary stadion Wisły           |                                                                                      |
| 81   | tow  | 1945-08-26 | 0:2       | Kraków, stadion Cracovii              |                                                                                      |
| 82   | tow  | 1945-10-21 | 1:2       | Kraków, stary Stadion Miejski         |                                                                                      |
| 83   | tow  | 1946-03-24 | 1:3       | Kraków, stary stadion Wisły           |                                                                                      |
| 84   | tow  | 1946-05-03 | 1:0       | Kraków, stary stadion Garbarni        |                                                                                      |
| 85   | kA   | 1946-09-01 | 1:1       | Kraków, stadion Cracovii              |                                                                                      |
| 86   | kA   | 1946-09-12 | 1:0       | Kraków, stary stadion Wisły           |                                                                                      |
| 87   | kA   | 1946-09-15 | 1:4       | Kraków, stary stadion Garbarni        |                                                                                      |
| 88   | tow  | 1946-11-24 | 0:1       | Kraków, stary stadion Wisły           |                                                                                      |
| 89   | tow  | 1947-05-03 | 0:3       | Kraków, stadion Cracovii              |                                                                                      |
| 90   | tow  | 1947-10-12 | 3:0       | Kraków, stary stadion Garbarni        |                                                                                      |
| 91   | tow  | 1947-11-02 | 2:2       | Kraków, stadion Cracovii              |                                                                                      |
| 92   | tow  | 1947-12-07 | 0:1       | Kraków, stary stadion Wisły           |                                                                                      |
| 93   | 1L   | 1948-06-06 | 2:0       | Kraków, stary stadion Wisły           |                                                                                      |
| 94   | 1L   | 1948-10-31 | 1:1       | Kraków, stadion Cracovii              |                                                                                      |
| 95   | 1L   | 1948-12-05 | 3:1       | Kraków, stary stadion Garbarni        |                                                                                      |
| 96   | 1L   | 1949-05-26 | 1:0       | Kraków, stary stadion Wisły           |                                                                                      |
| 97   | 1L   | 1949-09-15 | 0:0       | Kraków, stadion Cracovii              |                                                                                      |
| 98   | 1L   | 1950-06-22 | 0:1       | Kraków, stary stadion Wisły           |                                                                                      |
| 99   | 1L   | 1950-09-10 | 1:3       | Kraków, stadion Cracovii              |                                                                                      |
| 100  | 1L   | 1951-05-20 | 0:0       | Kraków, stadion Cracovii              |                                                                                      |
| 101  | 1L   | 1951-09-02 | 0:5       | Kraków, stary stadion Wisły           |                                                                                      |
| 102  | tow  | 1952-11-30 | 0:1       | Kraków, stadion Cracovii              |                                                                                      |
| 103  | 1L   | 1953-04-12 | 4:2       | Kraków, stadion Cracovii              |                                                                                      |
| 104  | 1L   | 1953-10-08 | 0:3       | Kraków, stadion Wisły                 |                                                                                      |
| 105  | tow  | 1953-12-06 | 5:1       | Kraków, stadion Cracovii              |                                                                                      |
| 106  | tow  | 1954-04-18 | 0:2       | Kraków, boisko starego stadionu Wisły |                                                                                      |
| 107  | 1L   | 1954-06-20 | 1:1       | Kraków, stadion Cracovii              |                                                                                      |
| 108  | 1L   | 1954-10-31 | 0:0       | Kraków, stadion Wisły                 |                                                                                      |
| 109  | tow  | 1955-05-01 | 3:1       | Kraków, stadion Wisły                 |                                                                                      |
| 110  | tow  | 1955-09-10 | 2:3       | Kraków, stadion Cracovii              |                                                                                      |
| 111  | PP   | 1955-11-20 | 1:3       | Kraków, stadion Wisły                 |                                                                                      |
| 112  | tow  | 1956-06-24 | 2:2       | Kraków, stadion Cracovii              |                                                                                      |
| 113  | tow  | 1957-05-05 | 1:4       | Kraków, stadion Wawelu                |                                                                                      |
| 114  | pK   | 1958-04-07 | 2:0       | Kraków, stadion Wisły                 |                                                                                      |
| 115  | 1L   | 1958-04-20 | 2:1       | Kraków, stadion Wisły                 |                                                                                      |
| 116  | 1L   | 1958-08-14 | 1:1       | Kraków, stadion Cracovii              |                                                                                      |
| 117  | 1L   | 1959-04-26 | 0:1       | Kraków, stadion Cracovii              |                                                                                      |
| 118  | 1L   | 1959-09-13 | 3:2       | Kraków, stadion Wisły                 |                                                                                      |
| 119  | tow  | 1960-04-18 | 0:2       | Kraków, stadion Wisły                 |                                                                                      |
| 120  | tow  | 1960-11-06 | 2:1       | Kraków, stadion Cracovii              |                                                                                      |
| 121  | 1L   | 1961-06-11 | 0:1       | Kraków, stadion Wisły                 |                                                                                      |
| 122  | 1L   | 1961-09-24 | 0:1       | Kraków, stadion Cracovii              |                                                                                      |
| 123  | 2L   | 1964-11-22 | 1:4       | Kraków, stadion Wisły                 |                                                                                      |
| 124  | tow  | 1965-01-29 | 0:2       | Kraków, stadion Wawelu                |                                                                                      |
| 125  | 2L   | 1965-06-27 | 1:0       | Kraków, stadion Wisły                 |                                                                                      |
| 126  | tow  | 1966-05-01 | 2:0       | Kraków, stadion Wisły                 |                                                                                      |
| 127  | tow  | 1966-09-11 | 2:1       | Kraków, stadion Cracovii              |                                                                                      |
| 128  | 1L   | 1966-11-20 | 1:2       | Kraków, stadion Cracovii              |                                                                                      |
| 129  | tow  | 1967-04-15 | 2:2       | Kraków, stadion Cracovii              |                                                                                      |
| 130  | 1L   | 1967-06-10 | 0:3       | Kraków, stadion Wisły                 |                                                                                      |
| 131  | tow  | 1968-07-28 | 1:2       | Kraków, stadion Cracovii              |                                                                                      |
| 132  | tow  | 1969-06-24 | 1:2       | Kraków, stadion Wisły                 |                                                                                      |
| 133  | 1L   | 1969-09-24 | 2:3       | Kraków, stadion Cracovii              |                                                                                      |
| 134  | tow  | 1970-03-11 | 0:2       | b.d.                                  |                                                                                      |
| 135  | pZ   | 1970-03-31 | 0:0 k.4:3 | Kraków, stadion Cracovii              |                                                                                      |
| 136  | 1L   | 1970-05-23 | 0:2       | Kraków, stadion Wisły                 |                                                                                      |
| 137  | tow  | 1972-11-26 | 1:1       | Kraków, stadion Cracovii              |                                                                                      |
| 138  | tow  | 1973-09-19 | 0:3       | Kraków, stadion Wisły                 |                                                                                      |
| 139  | HTK  | 1974-01-27 | 1:2       | Kraków, stadion Cracovii              |                                                                                      |
| 140  | tow  | 1974-06-23 | 1:1       | b.d.                                  |                                                                                      |
| 141  | HTK  | 1975-01-19 | 4:1       | Kraków, stadion Wisły                 |                                                                                      |
| 142  | HTK  | 1976-01-18 | 1:5       | Kraków, stadion Cracovii              |                                                                                      |
| 143  | HTK  | 1977-01-16 | 2:2 k.2:4 | Kraków, stadion Cracovii              |                                                                                      |
| 144  | HTK  | 1978-01-15 | 0:1       | Kraków, stadion Cracovii              |                                                                                      |
| 145  | tow  | 1978-10-26 | 3:2       | b.d.                                  |                                                                                      |
| 146  | HTK  | 1979-01-14 | 0:5       | Kraków, stadion Wisły                 |                                                                                      |
| 147  | HTK  | 1980-01-20 | 1:1 k.4:3 | Kraków, stadion Cracovii              |                                                                                      |
| 148  | HTK  | 1981-01-18 | 1:4       | Kraków, stadion Wisły                 |                                                                                      |
| 149  | HTK  | 1982-01-24 | 0:1       | Kraków, stadion Cracovii              |                                                                                      |
| 150  | 1L   | 1982-09-11 | 0:0       | Kraków, stadion Wisły                 |                                                                                      |
| 151  | PP   | 1982-09-22 | 2:2 k.3:5 | Kraków, stadion Cracovii              |                                                                                      |
| 152  | HTK  | 1983-01-16 | 0:1       | Kraków, stadion Wisły                 |                                                                                      |
| 153  | 1L   | 1983-04-23 | 2:1       | Kraków, stadion Cracovii              |                                                                                      |
| 154  | 1L   | 1983-08-13 | 0:0       | Kraków, stadion Wisły                 |                                                                                      |
| 155  | HTK  | 1984-01-29 | 0:0 k.6:5 | Kraków, stadion Cracovii              |                                                                                      |
| 156  | 1L   | 1984-03-18 | 0:0       | Kraków, stadion Cracovii              |                                                                                      |
| 157  | HTK  | 1985-01-27 | 0:4       | Kraków, stadion Wisły                 |                                                                                      |
| 158  | tow  | 1985-02-23 | 0:1       | Kraków, boczne boisko Wisły           |                                                                                      |
| 159  | HTK  | 1986-01-19 | 3:1       | Kraków, stadion Cracovii              |                                                                                      |
| 160  | HTK  | 1987-02-08 | 0:1       | Kraków, stadion Wisły                 |                                                                                      |
| 161  | HTK  | 1988-01-17 | 2:0       | Kraków, stadion Cracovii              |                                                                                      |
| 162  | HTK  | 1989-01-15 | 1:2       | Kraków, stadion Cracovii              |                                                                                      |
| 163  | pPMK | 1990-01-28 | 1:0       | Kraków, stadion Cracovii              |                                                                                      |
| 164  | tow  | 1991-02-20 | 1:3       | Kraków, boczne boisko Wisły           |                                                                                      |
| 165  | pRUJ | 1993-05-15 | 0:2       | Kraków, stadion Wisły                 |                                                                                      |
| 166  | 2L   | 1995-09-24 | 1:0       | Kraków, stadion Wisły                 |                                                                                      |
| 167  | 2L   | 1996-05-15 | 0:2       | Kraków, stadion Cracovii              |                                                                                      |
| 168  | 1L   | 2004-10-03 | 0:0       | Kraków, stadion Wisły                 |                                                                                      |
| 169  | 1L   | 2005-05-06 | 0:1       | Kraków, stadion Cracovii              |                                                                                      |
| 170  | 1L   | 2005-11-22 | 0:3       | Kraków, stadion Wisły                 |                                                                                      |
| 171  | 1L   | 2006-03-12 | 1:1       | Kraków, stadion Cracovii              |                                                                                      |
| 172  | 1L   | 2006-10-28 | 0:3       | Kraków, stadion Wisły                 |                                                                                      |
| 173  | 1L   | 2007-05-13 | 0:0       | Kraków, stadion Cracovii              |                                                                                      |
| 174  | 1L   | 2007-10-20 | 1:2       | Kraków, stadion Cracovii              |                                                                                      |
| 175  | 1L   | 2008-04-20 | 1:2       | Kraków, stadion Wisły                 |                                                                                      |
| 176  | 1L   | 2008-08-31 | 1:1       | Kraków, stadion Cracovii              |                                                                                      |
| 177  | PL   | 2008-10-09 | 0:2       | Kraków, stadion Wisły                 |                                                                                      |
| 178  | PL   | 2008-11-26 | 0:0       | Kraków, stadion Cracovii              |                                                                                      |
| 179  | 1L   | 2009-03-22 | 1:4       | Kraków, stadion Wisły                 |                                                                                      |
| 180  | 1L   | 2009-11-22 | 1:0       | Sosnowiec, Stadion Ludowy             |                                                                                      |
| 181  | 1L   | 2010-05-11 | 1:1       | Kraków, stadion Hutnika               |                                                                                      |
| 182  | 1L   | 2010-11-05 | 0:1       | Kraków, stadion Cracovii              |                                                                                      |
| 183  | 1L   | 2011-05-15 | 0:1       | Kraków, stadion Wisły                 |                                                                                      |
| 184  | 1L   | 2011-11-06 | 1:0       | Kraków, stadion Cracovii              |                                                                                      |
| 185  | 1L   | 2012-04-30 | 0:1       | Kraków, stadion Wisły                 |                                                                                      |
| 186  | 1L   | 2013-09-21 | 1:1       | Kraków, stadion Cracovii              |                                                                                      |
| 187  | 1L   | 2014-02-23 | 1:3       | Kraków, stadion Wisły                 |                                                                                      |
| 188  | 1L   | 2014-09-28 | 1:0       | Kraków, stadion Cracovii              |                                                                                      |
| 189  | 1L   | 2015-03-21 | 1:2       | Kraków, stadion Wisły                 |                                                                                      |
| 190  | 1L   | 2015-07-24 | 1:1       | Kraków, stadion Cracovii              |                                                                                      |
| 191  | 1L   | 2015-11-29 | 2:1       | Kraków, stadion Wisły                 |                                                                                      |
| 192  | 1L   | 2016-08-05 | 2:1       | Kraków, stadion Cracovii              |                                                                                      |
| 193  | 1L   | 2016-12-10 | 1:1       | Kraków, stadion Wisły                 |                                                                                      |
| 194  | 1L   | 2017-08-12 | 1:2       | Kraków, stadion Wisły                 |                                                                                      |
| 195  | 1L   | 2017-12-13 | 1:4       | Kraków, stadion Cracovii              |                                                                                      |
| 196  | 1L   | 2018-10-07 | 0:2       | Kraków, stadion Cracovii              |                                                                                      |
| 197  | 1L   | 2019-03-17 | 2:3       | Kraków, stadion Wisły                 | Airam Cabrera, Filip Piszczek - Krzysztof Drzazga, Marko Kolar, Jakub Błaszczykowski |
| 198  | 1L   | 2019-09-29 | 1:0       | Kraków, stadion Wisły                 | Sergiu Hanca - brak                                                                  |
| 199  | 1L   | 2020-03-03 | 0:2       | Kraków, stadion Cracovii              | brak - Jakub Błaszczykowski (k), Hebert                                              |
| 200  | 1L   | 2020-12-04 | 1:1       | Kraków, stadion Cracovii              | Pelle van Amersfoort – Felicio Brown Forbes (k)                                      |
| 201  | 1L   | 2021-04-24 | 0:0       | Kraków, stadion Wisły                 | brak - brak                                                                          |
| 202  | 1L   | 2021-11-07 | 0:1       | Kraków, stadion Wisły                 | brak - Yaw Yeboah                                                                    |
| 203  | 1L   | 2022-05-01 | 0:0       | Kraków, stadion Cracovii              | brak - brak                                                                          |

- Do listy meczów tradycyjnie nie wlicza się spotkań granych w halach, w składach pomniejszonych liczebnie oraz spotkań granych w czasie 2x15 minut (z wyjątkiem meczu toczonego w okupacyjnych rozgrywkach).
- Mecze rozstrzygnięte rzutami karnymi w statystykach liczy się jako remisowe.
- Przy strzelcach bramek, jeżeli jest skrót (k), to znaczy, że bramka padła po rzucie karnym.

## Inne statystyki Wielkich Derbów Krakowa
Częstość wyników
| C:W | 0  | 1  | 2  | 3 | 4 | 5 | 7 |
| --- | -- | -- | -- | - | - | - | - |
| 0   | 13 | 22 | 14 | 9 | 3 | 3 | 0 |
| 1   | 14 | 26 | 11 | 8 | 7 | 5 | 1 |
| 2   | 9  | 15 | 8  | 5 | 2 | 0 | 0 |
| 3   | 5  | 6  | 4  | 0 | 0 | 0 | 0 |
| 4   | 0  | 2  | 4  | 1 | 0 | 0 | 0 |
| 5   | 3  | 1  | 0  | 0 | 0 | 1 | 0 |

pionowo bramki dla Cracovii, poziomo bramki dla Wisły

## Pozycje ligowe
Porównanie pozycji Cracovii i Wisły w rozgrywkach ligowych od 1948 roku:
|          | 48    | 49    | 50    | 51    | 52    | 53    | 54    | 55    | 56    | 57    | 58    | 59    | 60    | 61    | 62    | 62/63 | 63/64 | 64/65 | 65/66 | 66/67 | 67/68 | 68/69 | 69/70 | 70/71 |
| -------- | ----- | ----- | ----- | ----- | ----- | ----- | ----- | ----- | ----- | ----- | ----- | ----- | ----- | ----- | ----- | ----- | ----- | ----- | ----- | ----- | ----- | ----- | ----- | ----- |
| Cracovia | 1     | 2     | 4     | 5     | 3     | 10    | 11    | 5     | 6     | 1     | 10    | 11    | 2     | 11    | 14    | 5     | 5     | 5     | 1     | 14    | 10    | 2     | 14    | 16    |
| Wisła    | 2     | 1     | 1     | 1     | 4     | 3     | 8     | 7     | 5     | 9     | 7     | 7     | 8     | 4     | 6     | 8     | 13    | 1     | 2     | 10    | 12    | 7     | 8     | 8     |
|          | 71/72 | 72/73 | 73/74 | 74/75 | 75/76 | 76/77 | 77/78 | 78/79 | 79/80 | 80/81 | 81/82 | 82/83 | 83/84 | 84/85 | 85/86 | 86/87 | 87/88 | 88/89 | 89/90 | 90/91 | 91/92 | 92/93 | 93/94 | 94/95 |
| Cracovia | 13    | 5     | 3     | 1     | 2     | 2     | 1     | 7     | 4     | 10    | 1     | 14    | 15    | 16    | 3     | 3     | 5     | 3     | 13    | 3     | 18    | 2     | 5     | 1     |
| Wisła    | 9     | 5     | 5     | 4     | 3     | 9     | 1     | 13    | 5     | 2     | 8     | 5     | 11    | 16    | 2     | 4     | 2     | 12    | 9     | 3     | 7     | 10    | 15    | 3     |
|          | 95/96 | 96/97 | 97/98 | 98/99 | 99/00 | 00/01 | 01/02 | 02/03 | 03/04 | 04/05 | 05/06 | 06/07 | 07/08 | 08/09 | 09/10 | 10/11 | 11/12 | 12/13 | 13/14 | 14/15 | 15/16 | 16/17 | 17/18 | 18/19 |
| Cracovia | 7     | 11    | 14    | 3     | 2     | 2     | 5     | 1     | 3     | 5     | 8     | 4     | 7     | 14    | 12    | 14    | 16    | 2     | 14    | 9     | 4     | 14    | 9     | 4     |
| Wisła    | 2     | 12    | 3     | 1     | 2     | 1     | 2     | 1     | 1     | 1     | 2     | 8     | 1     | 1     | 2     | 1     | 7     | 7     | 5     | 6     | 9     | 6     | 6     | 9     |
|          | 19/20 | 20/21 | 21/22 | 22/23 | 23/24 | 24/25 |       |       |       |       |       |       |       |       |       |       |       |       |       |       |       |       |       |       |
| Cracovia | 7     | 14    | 9     | 7     | 13    | 6     |       |       |       |       |       |       |       |       |       |       |       |       |       |       |       |       |       |       |
| Wisła    | 13    | 13    | 17    | 4     | 10    | 4     |       |       |       |       |       |       |       |       |       |       |       |       |       |       |       |       |       |       |

| Poziom ligowy | Poziom ligowy | Poziom ligowy | Poziom ligowy | Poziom ligowy |
| ------------- | ------------- | ------------- | ------------- | ------------- |
| I             | II            | III           | IV            | V             |

## Pozycje w klasyfikacji medalowej mistrzostw Polski
|   | 21  | 22  | 23       | 25       | 26       | 27    | 28    | 29    | 30    | 31    | 32       | 33       | 34       | 35       | 36    | 37    | 38       | 46       | 47       | 48       | 49       | 50       | 51       | 52       | 53       | 54       | 55       | 56       | 57       | 58       | 59       | 60       | 61       | 62       | 63       | 64       | 65       | 66       | 67       | 68       | 69       | 70       | 71       | 72       | 73       | 74       | 75       | 76       | 77       | 78       | 79       | 80       | 81       | 82       | 83       | 84       | 85       | 86       | 87       | 88       | 89       | 90       | 91       | 92       | 93       | 94       | 95       | 96       | 97       | 98       | 99       | 00       | 01       | 02       | 03       | 04       | 05       | 06       | 07       | 08       | 09       | 10       | 11       | 12       | 13       | 14       | 15       | 16       | 17       | 18       | 19       | 20       | 21       | 22       | 23       | 24       | 25    |
| - | --- | --- | -------- | -------- | -------- | ----- | ----- | ----- | ----- | ----- | -------- | -------- | -------- | -------- | ----- | ----- | -------- | -------- | -------- | -------- | -------- | -------- | -------- | -------- | -------- | -------- | -------- | -------- | -------- | -------- | -------- | -------- | -------- | -------- | -------- | -------- | -------- | -------- | -------- | -------- | -------- | -------- | -------- | -------- | -------- | -------- | -------- | -------- | -------- | -------- | -------- | -------- | -------- | -------- | -------- | -------- | -------- | -------- | -------- | -------- | -------- | -------- | -------- | -------- | -------- | -------- | -------- | -------- | -------- | -------- | -------- | -------- | -------- | -------- | -------- | -------- | -------- | -------- | -------- | -------- | -------- | -------- | -------- | -------- | -------- | -------- | -------- | -------- | -------- | -------- | -------- | -------- | -------- | -------- | -------- | -------- | ----- |
| 1 | Cr. | Cr. |          |          |          |       |       |       |       |       |          |          |          |          |       |       |          |          |          | Cracovia | Cracovia | Cracovia |          |          |          |          |          |          |          |          |          |          |          |          |          |          |          |          |          |          |          |          |          |          |          |          |          |          |          |          |          |          |          |          |          |          |          |          |          |          |          |          |          |          |          |          |          |          |          |          |          |          |          |          |          |          |          |          |          |          |          |          |          |          |          |          |          |          |          |          |          |          |          |          |          |          |       |
| 2 |     |     | Cracovia | Cracovia | Cracovia | Wisła | Wisła | Wisła | Wisła | Wisła | Cracovia | Cracovia | Cracovia | Cracovia |       |       |          |          |          |          |          |          | Cracovia | Cracovia | Cracovia | Cracovia | Cracovia | Cracovia | Cracovia | Cracovia | Cracovia | Cracovia | Cracovia | Cracovia | Cracovia | Cracovia |          |          |          |          |          |          |          |          |          |          |          |          |          |          |          |          |          |          |          |          |          |          |          |          |          |          |          |          |          |          |          |          |          |          |          |          |          |          |          |          |          |          |          |          |          |          |          |          |          |          |          |          |          |          |          |          |          |          |          |          |       |
| 3 |     |     |          |          |          | Cr.   | Cr.   |       | Cr.   | Cr.   | Wisła    | Wisła    | Wisła    |          |       |       | Cracovia | Cracovia | Cracovia |          |          | Wisła    | Wisła    | Wisła    | Wisła    | Wisła    | Wisła    | Wisła    | Wisła    | Wisła    | Wisła    | Wisła    | Wisła    | Wisła    | Wisła    |          | Cracovia | Cracovia | Cracovia | Cracovia | Cracovia | Cracovia | Cracovia | Cracovia | Cracovia | Cracovia | Cracovia | Cracovia | Cracovia | Wisła    | Wisła    | Wisła    | Wisła    | Wisła    | Wisła    | Wisła    | Wisła    | Wisła    | Wisła    | Wisła    | Wisła    | Wisła    | Wisła    | Wisła    | Wisła    | Wisła    |          |          |          |          | Wisła    | Wisła    | Wisła    | Wisła    | Wisła    | Wisła    | Wisła    | Wisła    | Wisła    | Wisła    | Wisła    | Wisła    | Wisła    | Wisła    | Wisła    | Wisła    | Wisła    | Wisła    | Wisła    | Wisła    |          |          |          |          |          |          |       |
| 4 |     |     |          | W.       |          |       |       |       |       |       |          |          |          | Wisła    | Wisła | Wisła | Wisła    | Wisła    |          | W.       | W.       |          |          |          |          |          |          |          |          |          |          |          |          |          |          | Wisła    | Wisła    | Wisła    | Wisła    | Wisła    | Wisła    | Wisła    | Wisła    | Wisła    | Wisła    | Wisła    | Wisła    | Wisła    | Wisła    | Cracovia | Cracovia | Cracovia | Cracovia | Cracovia | Cracovia | Cracovia | Cracovia | Cracovia | Cracovia | Cracovia | Cracovia | Cracovia | Cracovia | Cracovia | Cracovia |          | Wisła    | Wisła    | Wisła    | Wisła    |          |          |          |          |          |          |          |          |          |          |          |          |          |          |          |          |          |          |          |          | Wisła    | Wisła    | Wisła    | Wisła    | Wisła    | Wisła    | Wisła |
| 5 |     | W.  | W.       | W.       |          |       |       |       |       |       |          |          |          |          |       |       |          |          |          |          |          |          |          |          |          |          |          |          |          |          |          |          |          |          |          |          |          |          |          |          |          |          |          |          |          |          |          |          |          |          |          |          |          |          |          |          |          |          |          |          |          |          |          |          | Cracovia | Cracovia | Cracovia | Cracovia | Cracovia | Cracovia | Cracovia | Cracovia | Cracovia | Cracovia | Cracovia | Cracovia | Cracovia | Cracovia | Cracovia | Cracovia |          |          |          |          |          |          |          |          |          |          |          |          |          |          |          |          |       |
| 6 |     |     |          |          |          |       |       |       |       |       |          |          |          |          |       |       |          |          |          |          |          |          |          |          |          |          |          |          |          |          |          |          |          |          |          |          |          |          |          |          |          |          |          |          |          |          |          |          |          |          |          |          |          |          |          |          |          |          |          |          |          |          |          |          |          |          |          |          |          |          |          |          |          |          |          |          |          |          |          |          | Cracovia | Cracovia | Cracovia | Cracovia | Cracovia | Cracovia | Cracovia | Cracovia | Cracovia | Cracovia | Cracovia | Cracovia | Cracovia | Cracovia | Cracovia | Cracovia |       |

## Małe derby Krakowa
Małymi derbami Krakowa określa się zazwyczaj mecze pomiędzy Cracovią lub Wisłą Kraków, i Hutnikiem Kraków, Garbarnią Kraków, Wawelem Kraków. Sporadycznie nazwy tej używa się też dla określenia spotkań z udziałem drużyn rezerwowych tych klubów.

### Derby Krakowa w ekstraklasie
|           | Garbarnia    | Hutnik    | Jutrzenka | Podgórze    | Wawel     | Wisła           |
| --------- | ------------ | --------- | --------- | ----------- | --------- | --------------- |
| Cracovia  | 11-6-6 41:34 | nie grano | nie grano | 4-0-0 13:15 | 2-0-0 1:3 | 23-24-35 85-125 |
| Garbarnia |              | nie grano | nie grano | 4-1-1 10:3  | nie grano | 9-9-11 47-52    |
| Hutnik    |              |           | nie grano | nie grano   | nie grano | 3-5-2 10:9      |
| Jutrzenka |              |           |           | nie grano   | nie grano | 0-0-2 2:1       |
| Podgórze  |              |           |           |             | nie grano | 0-0-4 2:20      |
| Wawel     |              |           |           |             |           | 1-1-2 5:8       |